# Mirkopolje
Mirkopolje – wieś w Chorwacji, w żupanii zagrzebskiej, w gminie Krašić. W 2011 roku liczyła 93 mieszkańców.